# Дем'ята
Дем'ята (словац. Demjata) — село у Словаччині, Пряшівському окрузі Пряшівського краю. Розташоване у північній частині східної Словаччини, у південно-західному куті Низьких Бескидів у долині Секчова.
Уперше згадується в 1330 році.

## Пам'ятки культури
- римо-католицький костел з 1774 року у стилі бароко,
- палац-садиба з другої половини 16 століття, перебудований в 1640–1642 роках та в 1764 році у стилі бароко,
- палац-садиба з половини 17 століття, в 18 столітті перебудований у стилі бароко.

## Населення
| Рік:            | 1993 | 2003     | 2013    | 2023    |
| --------------- | ---- | -------- | ------- | ------- |
| Кількість осіб: | 969  | 1072     | 1076    | 1082    |
| Різниця:        |      | +10,62 % | +0,37 % | +0,55 % |

| Рік:            | 2022 | 2023    |
| --------------- | ---- | ------- |
| Кількість осіб: | 1080 | 1082    |
| Різниця:        |      | +0,18 % |

У селі проживає 1 076 осіб.